# یواس‌اس کالیگتون (ای‌جی-۱۴۸)
یواس‌اس کالیگتون (ای‌جی-۱۴۸) (به انگلیسی: USS Colington (AG-148)) یک کشتی بود که طول آن 328' بود. این کشتی در سال ۱۹۴۵ ساخته شد.